# Hercostomus apicalis
Hercostomus apicalis är en tvåvingeart som beskrevs av Mario Bezzi 1898. Hercostomus apicalis ingår i släktet Hercostomus och familjen styltflugor. Inga underarter finns listade i Catalogue of Life.